# Nassauvia ulicina
Nassauvia ulicina là một loài thực vật có hoa trong họ Cúc. Loài này được (Hook.f.) Macloskie mô tả khoa học đầu tiên năm 1906.